# Alice Glacier
Alice Glacier är en glaciär i Antarktis. Den ligger i Östantarktis. Nya Zeeland gör anspråk på området. Alice Glacier ligger 894 meter över havet.
Terrängen runt Alice Glacier är varierad, och sluttar österut. Trakten är obefolkad. Det finns inga samhällen i närheten.